# Minszat Samhan
Minszat Samhan – miejscowość w Egipcie, w muhafazie Al-Minja. W 2006 roku liczyła 1564 mieszkańców.